# Gelis shushae
Gelis shushae là một loài tò vò trong họ Ichneumonidae.